# دانيال كارينبيرج
دانيال كارينبرغ (بالإنجليزية: Daniel Karrenberg)‏ (ولد عام 1959 ، دوسلدورف) وهو عالم الكمبيوتر الألماني ورائد الإنترنت. يعيش حالياً في هولندا.

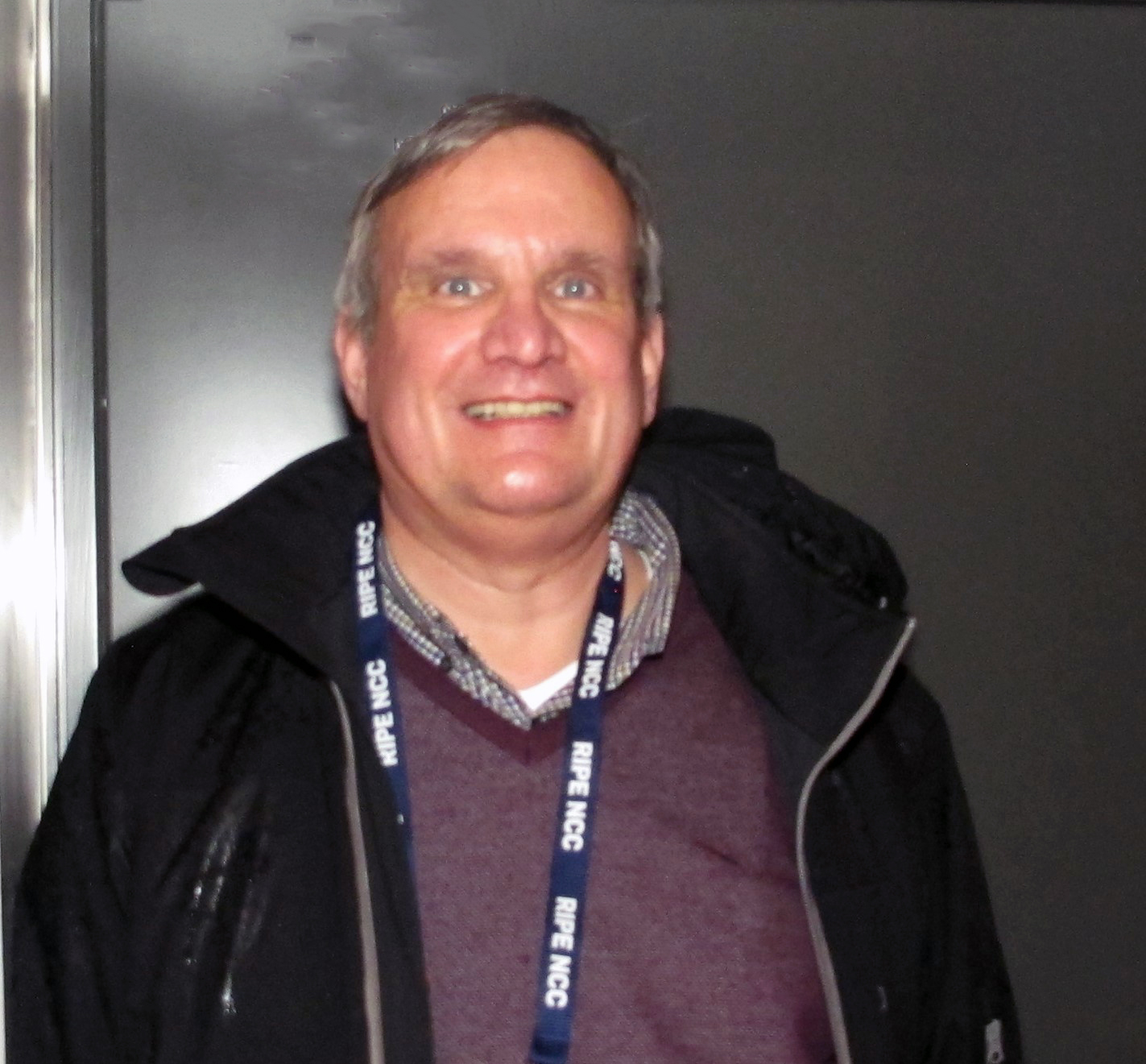
دانيال كارينبرغ

## حياته
من عام 1981 إلى عام 1987 ، كان كارينبرغ مساعدًا علميًا ومديرًا للشبكات في جامعة دورتموند للتكنولوجيا. في عام 1982 ، ساعد في تأسيس EUnet ، أول مزود خدمة إنترنت.
من عام 1987 إلى عام 1992 ، عمل كارينبرغ في مركز سنتروم ويسكندي (CWI) في أمستردام حيث ساعد في بناء الكوابل المركبة في وسط أوروبا مع روابط NSFNET الأمريكية.
في عام 1989 ، كان كارينبرغ أحد مؤسسي RIPE وهي منصة للتعاون بين مزودي الإنترنت الأوروبيين. في عام 1992 ، لعب دورًا أساسيًا في تأسيس أول تسجيل للإنترنت الإقليمي في العالم، RIPE NCC ، وهو مسؤول عن أوروبا والشرق الأوسط وأجزاء من إفريقيا وآسيا الوسطى، والذي ترأسه حتى عام 1999.
اعتبارًا من عام 2000 ، كان كارينبرغ رائدًا في RIPE NCC ، حيث قاد الطريق في العديد من المشاريع بما في ذلك RIPE خدمة معلومات التوجيه (RIS).
من عام 2005 إلى عام 2011 ، كان كارينبرغ عضوًا في مجلس أمناء جمعية الإنترنت، وترأسه لمدة ثلاث سنوات.

## الجوائز التي حصل عليها
في عام 2001 ، حصل كارينبرغ على جائزة جوناثان. في عام 2012 ، تم إدراجه في قاعة مشاهير الإنترنت في فئة الروابط العالمية.